# Квинт Сервилије Цепион
Квинт Сервилије Цепион Старији био је римски војсковођа и политичар, учесник битке код Араузија.

## Биографија
За време Кимбријског рата године 106. п. н. е. је изабран за конзула те послат у Галију где се следеће године задржао као проконзул. Тамо је опљачкао галске храмове у граду Толоса (савремени Тулуз) узевши огромне количине злата и сребра. Међутим, само је сребро стигло у римску ризницу; злато су на путу опљачкали непознати нападачи, за шта се у Риму годинама после оптуживао сам Цепион.
Тај догађај збио се док је Цепион марширао према Араузију, где се требало да се споји с војском конзула Гнеја Малија Максима како би заједно напали Кимбре и Тевтонце. Цепион је Малија сматрао политичким супарником, а када је чуо да Малије преговара с Кимбрима и Тевтонцима о томе да мирно напусте Галију, одлучио их је напасти на своју руку. Резултат је био, по броју жртава, најгори пораз у римској историји. Сам Цепион је преживио, али је при повратку у Рим, од стране трибуна Гаја Норбана оптужен за губитак војске. Цепион је на суђењу проглашен кривим и те осуђен на најстрожу казну: губитак држављанства, забрану примања "воде и ватре" (тј. хране и склоништа) на 800 миља од Рима, глобу од 15.000 таланата и забрану комуникације са родбином и пријатељима док не напусти римску територију. Цепион никада није успео платити глобу, али је дошао у Смирну у Малој Азији где је провео остатак живота.
Цепионов син Квинт Сервилије Цепион Млађи је и сам био конзул. Његова унука је била Сервилија Цепионис, а праунук Марко Јуније Брут.